# Huachuca City, Arizona
Huachuca City je gradić u američkoj saveznoj državi Arizona. Prema popisu stanovništva iz 2010. u njemu je živjelo 1,853 stanovnika.